# Тасіро Міку
Міку Тасіро (7 квітня 1994 , Хачіоджі ) — японська дзюдоїстка, срібна призерка Олімпійських ігор 2020 та 2024 років, призерка чемпіонатів світу, чемпіонка Азійських ігор.

## Спортивні результати на міжнародних змаганнях

### Виступи на Олімпіадах
| Змагання                    | Місце проведення         | Вагова категорія | Місце      |
| --------------------------- | ------------------------ | ---------------- | ---------- |
| Літні Олімпійські ігри 2016 | Ріо-де-Жанейро, Бразилія | до 63 кг         | 5 місце    |
| Літні Олімпійські ігри 2020 | Токіо, Японія            | до 63 кг         | 1/8 фіналу |
| Літні Олімпійські ігри 2020 | Токіо, Японія            | змішана команда  | Срібло     |
| Літні Олімпійські ігри 2024 | Париж, Франція           | до 63 кг         | 9 місце    |
| Літні Олімпійські ігри 2024 | Париж, Франція           | змішана команда  | Срібло     |

### Виступи на Чемпіонатах світу
| Змагання                     | Місце проведення  | Вагова категорія | Місце  |
| ---------------------------- | ----------------- | ---------------- | ------ |
| Чемпіонат світу з дзюдо 2014 | Челябінськ, Росія | до 63 кг         | Бронза |
| Чемпіонат світу з дзюдо 2015 | Астана, Казахстан | до 63 кг         | Бронза |
| Чемпіонат світу з дзюдо 2018 | Баку, Азербайджан | до 63 кг         | Срібло |
| Чемпіонат світу з дзюдо 2019 | Токіо, Японія     | до 63 кг         | Срібло |

### Виступи на Азійських іграх
| Змагання           | Місце проведення | Вагова категорія | Місце  |
| ------------------ | ---------------- | ---------------- | ------ |
| Азійські ігри 2022 | Ханчжоу, КНР     | до 63 кг         | Золото |